# La lune à un mètre
La Lune à un mètre é um filme de Georges Méliès,lançado em 1898 é um dos primeiros filmes mudos. Este é um curta-metragem de cerca de três minutos.
Aparece com os números 160–162 no catálogo da Star Film Company, com o título em inglês "The Astronomer's Dream, or the Man in the Moon".

## Sinopse
Enquanto trabalhava em seu observatório, um astrônomo vê mostrar um diabinho e um nobre. Em seguida, ele desenha os corpos celestes, que, em seguida, animam-se no quadro-negro. Em seguida, a mobilia desaparece, e quando ele quer ver a Lua com um telescópio enorme,  parece-lhe um metro na frente dele, e come seu instrumento. Ele também destrói outros objetos, e os dois filhos vestidos de Pierrot para fora de sua boca. O astrônomo quer bater, mas recua e se torna cada vez maior, em que uma jovem, que finalmente aparece perto do astrônomo baseado, então ele voa para longe. O astrônomo é então comido pela Lua, que cospe seus membros a brincar com o diabo e a senhora reconstituí o astronomo. Em seguida, vem o astrônomo em seu observatório.

## Galeria

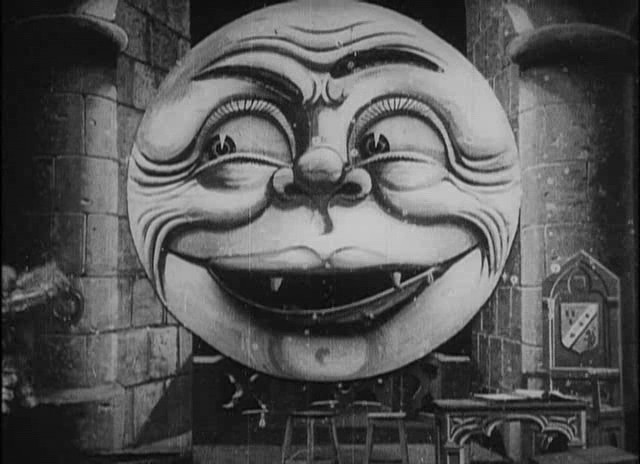
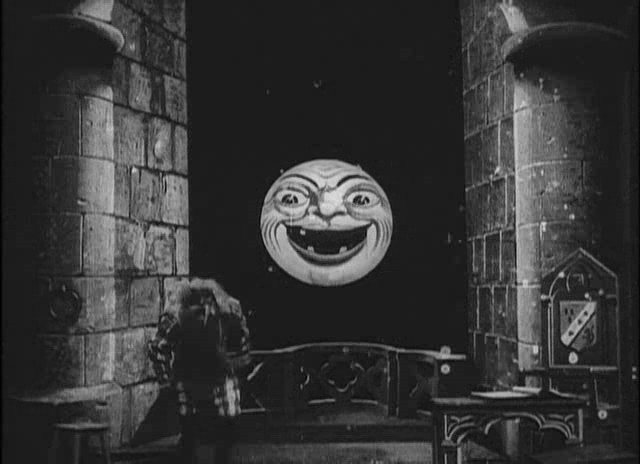
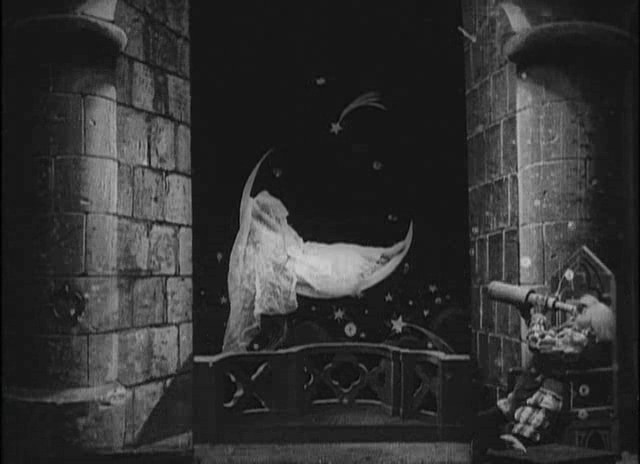

## Incorreções
- Director Trademark

Georges Méliès : A Lua torna-se antropomórfica e tenta comer o personagem principal, e com um soco é lançada para longe por ele.

## Ligações Externas
- no Internet Movie Database

- Este artigo foi inicialmente traduzido, total ou parcialmente, do artigo da Wikipédia em francês cujo título é «La Lune à un mètre».